# Ewa Pachońska

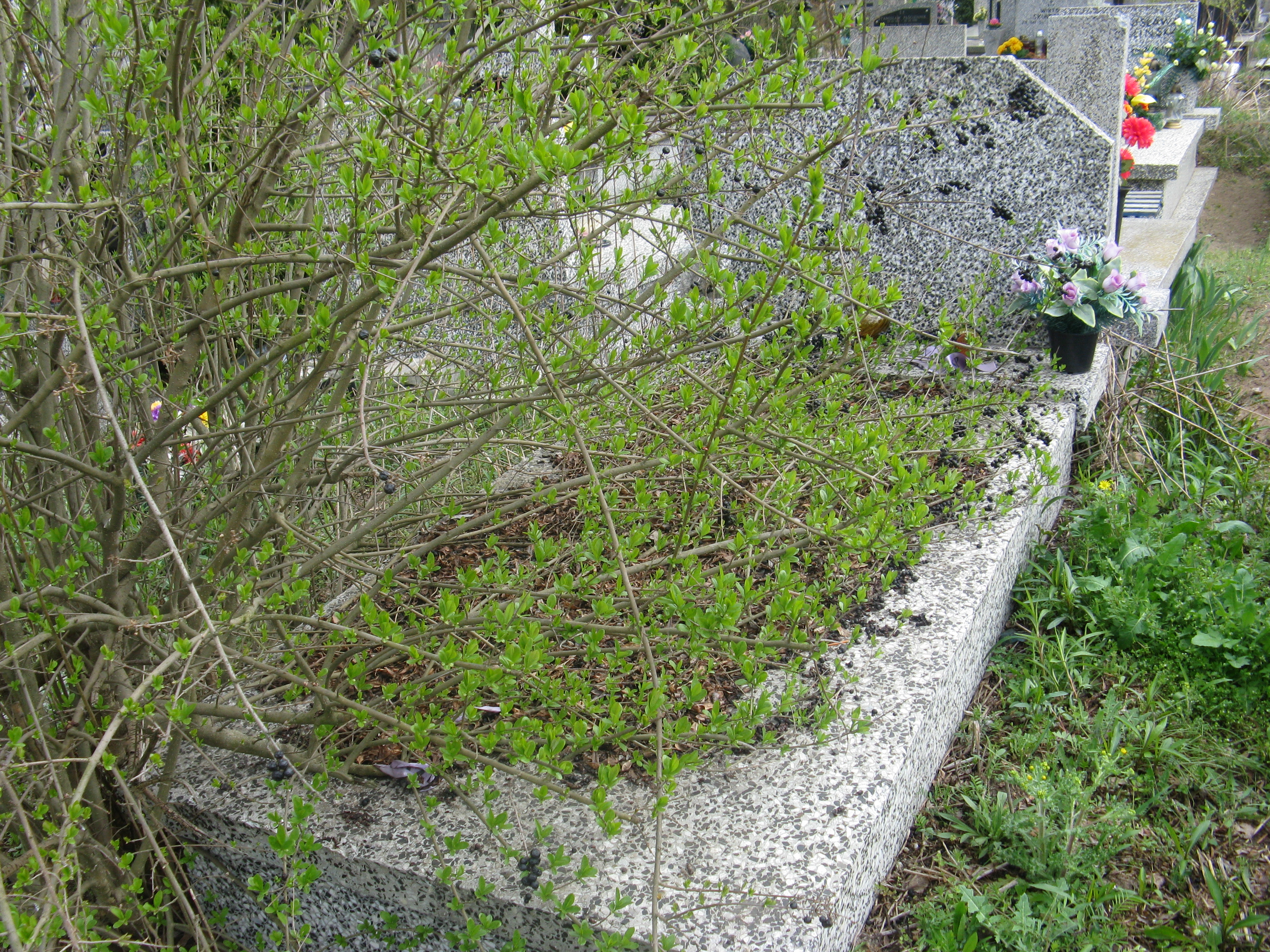
Grób Ewy Pachońskiej na Cmentarzu Komunalnym Północnym w Warszawie

Ewa Pachońska (ur. 9 lipca 1924 w Poznaniu, zm. 1 listopada 1991 w Warszawie) – polska aktorka filmowa i teatralna.
W 1945 ukończyła naukę gry aktorskiej w Studiu Starego Teatru w Krakowie, którą potwierdziła zdanym w 1949 egzaminem eksternistycznym. Już w czasie nauki grała w przestawieniach wystawianych przez założony przez Adama Mularczyka Krakowski Teatr Podziemny. Przez sezon 1946/1947 grała w Teatrze Miejskim w Częstochowie, a w następnym w Teatrze Nowym w Poznaniu. W 1948 przeprowadziła się do Warszawy i przez pierwszy sezon grała w Teatrze Klasycznym, a od 1949 do 1953 w Teatrze Powszechnym. Od 1956 była aktorką Teatru Sensacji, a gdy w 1960 teatr ten przestał istnieć przeszła do Teatru Małego. W 1963 stworzono wędrowną trupę aktorów, którzy razem z Mieczysławą Ćwiklińską przedstawiali inscenizację „Drzewa umierają stojąc”. Od 1967 do 1977 wielokrotnie zmieniała sceny, w sezonie 1977/1978 grała w Teatrze Dramatycznym w Wałbrzychu, skąd przeniosła się na siedem lat do Płocka gdzie grała w Teatrze Dramatycznym im. Jerzego Szaniawskiego w Płocku. W 1985 powróciła do Warszawy i przez trzy sezony grała w Teatrze Rozmaitości, w 1988 przeszła w stan spoczynku. Zmarła trzy lata później, jest pochowana na Komunalnym Cmentarzu Północnym w Warszawie (kwatera T-XV-15-6-3).